# Ulocladium dauci
Ulocladium dauci är en svampart som beskrevs av E.G. Simmons 1999. Ulocladium dauci ingår i släktet Ulocladium och familjen Pleosporaceae.   Inga underarter finns listade i Catalogue of Life.